# Diablo (grup musical)
Diablo és un grup de death metal melòdic procedent de Kalajoki, Finlàndia. El 1990 van gravar el seu primer àlbum: Elegance In Black. Dos anys més tard van gravar Renaissance, amb aquest van quedar en la posició 14 dels discs més venuts del gènere a Finlàndia convertint-los així en un dels grups musicals més apreciats a Finlàndia quant a aquest gènere.

## Membres
- Rainer Nygård (vocalista i guitarra rítmica)
- Marco "Kuula" Utriainen (guitarra principal)
- Aadolf Virtanen (baix)
- Heiki Malmerg (bateria)

## Discografia
- Elegance In Black (2000)
- Renaissance (2002)
- Eternium (2004)
- Mimic 47 (2006)
- Charts (Single) (2007)
- Icaros(2008)
- Silver Horizon (2015)
- When All the Rivers Are Silent (2022)

### Singles
- "Princess" (1999)
- "Intomesee" (2002)
- "Read My Scars" (2003)
- "Mimic47" (2005)
- "Damien" (2005)
- "Icaros" (2008)
- "Isolation" (2015)
- Grace Under Pressure (2019)
- The Extinctionist (2020)
- The Stranger (2022)